# Alexandre Teklak
Alexandre Teklak est un footballeur belge né le 16 août 1975 à Charleroi. Il peut évoluer au poste de back droit, défenseur central ou milieu de terrain.
Il a disputé 350 matchs en division 1 belge notamment avec le Sporting de Charleroi

## Biographie
Il commence le foot à l'US Courcelles en 1983, club qu'il quitte en 1989 pour le Royal Charleroi Sporting Club. Il débute donc sa carrière professionnelle sous le maillot des Zèbres, lancé par Georges Leekens, où il passera 5 saisons. En 1999, le Royal Excelsior Mouscron l'engage afin de garnir sa section défensive. Cette première expérience mouscronnoise se termine avec son transfert à la RAA Louvièroise à la fin de saison 2004-2005, il ne passera qu'une saison dans la région du Centre, ensuite, il rejoint à nouveau le  Royal Excelsior Mouscron qu'il quittera à nouveau en décembre 2009 à la suite du dépôt de bilan du club picard. 
Le 20 janvier 2010, il rejoint le club de division 3 du RJS Heppignies-Lambusart-Fleurus.
En dehors du football, Teklak est un passionné de musique, il joue de la batterie dans un groupe de rock.
Diplômé UEFA A de l'école des entraineurs, il occupe un rôle de formateur au sein de l'ACFF pour les Élites sportives.
 
Reconverti en qualité d'analyste football pour différents médias belges dont le service de sports de la RTBF pour l'Europa League et le Championnat d'Europe de football (Euro).

## Carrière
- Avant 1990 US Courcelles
- 1990 - 1994 Sporting de Charleroi
- 1994 - 1995 Sporting de Charleroi
- 1995 - 1996 Sporting de Charleroi
- 1996 - 1997 Sporting de Charleroi
- 1997 - 1998 Sporting de Charleroi
- 1998 - 1999 Sporting de Charleroi
- 1999 - 2000 Royal Excelsior Mouscron
- 2000 - 2001 Royal Excelsior Mouscron
- 2001 - 2002 Royal Excelsior Mouscron
- 2002 - 2003 Royal Excelsior Mouscron
- 2003 - 2004 Royal Excelsior Mouscron
- 2004 - 2005 Royal Excelsior Mouscron
- 2005 - 2006 RAA Louviéroise
- 2006 - 2007 Royal Excelsior Mouscron
- 2007 - 2008 Royal Excelsior Mouscron
- 2008 - 2009 Royal Excelsior Mouscron
- juin 2009 - décembre 2009 Royal Excelsior Mouscron
- janvier 2010 - ... RJS Heppignies-Lambusart-Fleurus

## Palmarès
- Finaliste de la Coupe de Belgique de football en 2002 avec le  Royal Excelsior Mouscron contre le  FC Bruges, défaite 3-1.
- Finaliste Coupe de la ligue belge de football en 2000 avec le Royal Excelsior Mouscron contre RSC Anderlecht, 2-2 défaite 3-5 tab.